# ローリング☆ガールズ
『ローリング☆ガールズ』（英語：THE ROLLING GIRLS）は、WIT STUDIOによる日本のテレビアニメ。2015年1月から3月まで放送された。

## 概要
これまでに『進撃の巨人』や『鬼灯の冷徹』を制作してきたWIT STUDIO初のオリジナルテレビアニメ作品である。全編にTHE BLUE HEARTSのオマージュがみられるのが特徴。
略称は『ロリガ』。タイトルは「ローリング☆ガールズ」であるが、しばしば「ローリング ガールズ」とも表記されることが多い。タイトルロゴには英字で「Rolling, Falling, Scrambling Girls. For others. For themselves. Even if they’re destined to be a"mob".」と併記されている。
監督は『銀の匙 Silver Spoon』第2期の出合小都美、脚本は『戦国BASARA』シリーズ等のむとうやすゆき、キャラクター原案は『TARI TARI』のtanu、キャラクター設定は『ハル』の北田勝彦がそれぞれ担当している。ナレーションは関智一が担当している。
キャッチコピーは「King Of Rookie」。
テレビアニメ放送に先駆け、マッグガーデン『月刊コミックガーデン』他にてコミカライズがなされている。

## ストーリー
東京大決戦から10年後。10あまりあった道州は、旧都道府県へと再び分割・再編された後に独立し、それぞれ独自に発展を遂げていた。

### 所沢（1 - 2話）
ピクニックの準備をしていた所沢国の自警団「日吉町プロペラーズ」は、東村山国の自警団「北多摩デンジャーズ」と争いになっていた。デンジャーズ側の「所沢を明け渡せ」という要求に対し、プロペラーズ側が拒否し、両者共に一歩も譲らなかったため、北多摩デンジャーズの雇われ総長・執行玖仁子と所沢国のモサ・マッチャグリーンによるモサ同士の戦いに突入する。その頃、新しくプロペラーズの研修生として加入した森友望未は、玖仁子とマッチャグリーンによる戦闘が繰り広げられているところに近付き、その衝撃に巻き込まれて吹き飛ばされる。望未の声が耳に入ったマッチャグリーンは望未のことが心配になり、玖仁子にその隙を付かれて不利な立場に陥る。更にはスーツを無理やり脱がされ正体が露呈しかけるも、機転を利かせたことによりデンジャーズは一時撤退する。
明くる日、本部前にて激しい衝突音と共に、バイクと少女・小坂結季奈が横たわっていた。結季奈を本部に連れて行くと、自ら「三日三晩日吉町プロペラーズの本部を探していた」と打ち明ける。しかし、結季奈は既にプロペラーズの本部に到着していたため、プロペラーズの一員に加わる。しばらくして、団長の宇徳真茶未を除いた団員一同は「所沢ゆうえんち」に向けて出発する。一方、本部に戻った真茶未は伝言板に書き記されたメッセージから団員が危機に晒されていることを察し、遊園地へと向かう。その頃、ジェットコースターを楽しんでいたプロペラーズの団員一同は「マッチャグリーンを追いつめる」というデンジャーズの策略に嵌ってしまい、人質に取られる。まもなくしてジェットコースターのレールが崩落し、更にはプロペラーズの団員を乗せたままジェットコースターは動き出す。団員の危機を救うべく駆けつけた真茶未だったが、そこに待ち構えていた北多摩デンジャーズの作戦参謀・音無ゆかりと玖仁子に「降伏するか、玖仁子と戦うか」という選択肢を突き付けられ、更にはマッチャグリーンの正体が真茶未であることを見破られるが、隙を見計らってマッチャグリーンに着替え、コースターを落下直前で停止させるも、玖仁子に攻撃されて再び窮地に陥るが、偶発的な秘策で劣勢を挽回する。だが、マスクが戦闘の疲弊に耐えきれず素顔を晒す。そこで改めて互いの想いを交わし合う望未と真茶未のやり取りに、玖仁子も過去を追想する。その後も真茶未と玖仁子による戦いは続き、結果として2人は相打ちとなり、共に全治2ヶ月の重傷を負い、入院することになった。
望未は、負傷している真茶未に代わってマッチャグリーンへ届いている依頼を解決すべく、バイクに乗って旅に出た。そこへ結季奈が合流し、さらに遊園地での一件で北多摩デンジャーズをクビになった響逢衣、そしてマッチャグリーンへの依頼主の1人でもある謎めいた少女・御園千綾が加わる。

### 東京（3 - 4話）
結季奈の発言から一同は東京へと向かう。東京はオールウェイズ・コミマが年中無休で開かれていた。その頃コミマを中心に治安維持活動を行っている国家自警団「双塔の騎士団」の団長・羽原アキはふとしたことがきっかけで石「ドロム・バーサーカー」を無くす。石の在りかを通行人に尋ね、それを見せたことにより窃盗と間違われて防犯チャームにより通報されて捕まった望未達はアキからダイナマイト・ボンバーズの一員に間違われ、千綾の所持していた石「コア」を回収されてしまう。石を盗んでいないこととコアを返還するようアキに求めたが聞き入れてくれないのであった。望未は「日没までに石を探す」という条件でアキに返還してもらう約束を取り付けたものの、見つからないまま夜を迎える。そんな中、団員である鈴本のり子によって「鈴本オート」に匿ってもらう。
一方、アキが連れているカラス・ガルムはリックという人形の頭の中から石を見つけ出す。アキはリックを欲していたため自身の石と共に千綾の石まで売却しようとするが、アキの心情を察した取引相手である籾山蔵之介により断られた上で石は返還される。だが、今度は千綾の石を無くす。その頃、悪匠により爆弾に改造されたおそうじロボに模した悪戯アイテムが起動し、街中は緊迫した空気に包まれるがアキの行動により事なきを得る。また、千綾の石も見つかり戻ってきた。そして、ダイナマイト・ボンバーズについての全貌を明かしたのり子は次期団長に任命され、千綾が所持していた石を譲り受けた。

### 愛知・三重（5 - 6話）
旧愛知では街中の至る所に設置されていたシャチホコが爆破され、それを旧三重民の仕業とされた。移動中、一休みしていた望未達のもとにもシャチホコが降ってくる。関所通過後、メニューを口に入れられたことにより「喫茶マッハウンテン」に入店させられた望未達は、中でマッチャグリーンへの依頼主である魚虎姫子に出会うが、姫子はそのことを知らないという。そんな中、店に旧三重の国家自警団「三重モータース」の副団長・阿漕が乗り込み、旧愛知の国家自警団「愛知てんむす」の団長・ダンディに宣戦布告をするが断られる。しかし、この時既に旧愛知民・旧三重民共に我慢の限界に達しつつあり、そして「旧三重民お断り」といった張り紙や「旧愛知民走るべからず」といった落書きが見られる事態にまで発展していた。
阿漕は、今の状況を打開すべくレースを申し込み、ダンディの許可を取り付ける。そして、三重モータースの団長である鈴鹿友亀に騙すような形で許可を取り付けた上で拘束する。
そして、阿漕とダンディによる、旧愛知・旧三重の一国支配と爆破された城のシャチホコの代わりに屋根に乗せる物を賭けたレースが始まる。そのレースの中でダンディがかつての伝説のライダー・望都屋大治郎だったことが発覚。それを知った友亀は拘束を脱してレースに乱入し、ダンディの支援もあって阿漕の妨害を乗り越えて優勝する。ダンディと友亀による互いの立場と両国の因縁を超えたレースは両国民の胸を打ち、いつしか両国民のわだかまりは消えていた。そして、城の上には姫子と父・魚虎守入魂の両国を象徴するシャチホコが建てられた。

### 京都（7 - 8話）
望未たちは奈良の温泉で一休みした後、ロックの聖地である京都へと向かい、マッチャグリーンへの依頼主である自警団「鴨川ロッカーズ」の団長・一条美沙のもとを尋ねる。その夜、美沙のライブに酒呑童子率いる酒呑の一派が乱入し、乱闘沙汰になるも、美沙は大江山まで飛ばされてしまう。美沙を救出すべく酒呑の一派の拠点にまで辿り着いた望未やロッカーズの団員達は、酒呑童子に交渉するも全員倒される。そのまま引き返そうとした酒呑童子のもとに京都の国家自警団「舞妓どすどす」が現れ、応戦するも結局美沙を救出することは出来なかった。しかし、美沙と「舞妓どすどす」の団長・豆千代の関係は冷え切っていた。
望未達は忌み石ポストに張り込み、中身を回収した者の後を追うと、酒呑の一派の本拠地に辿り着く。酒呑童子は、美沙に対して「俺も清水寺ロックエクスプロージョン盛り上げてやる」と宣言する。
一方、京都に到着した籾山は、ハルカの命令により千綾達の経過を探っていた。その過程で三十四間堂に潜入し酒呑の一派が仕掛けたミサイルの起動装置を叩き壊すが、逢衣が「忌み石POST」に設置された非常用の発射ボタンを押してしまったため、清水寺に向けてミサイルが発射し、清水寺側も備え付けの防衛システムを発動し、撃ち合いになる。美沙のもとにも直撃しそうになったが、籾山により寸前のところで免れる。しかし、籾山は解散したロックバンド「もみあげハンマーズ」のかつてのメンバーであるもみぞうに似ていた。そして、美沙は豆千代から「石」を渡され互いに和解し、美沙と豆千代の共演などライブは盛況した。

### 広島・岡山（9 - 12話）
広島へ向かう道中、望未と逢衣は些細なことがきっかけで喧嘩してしまい、望未達とは別に逢衣は単独行動に出る。逢衣を除いた3人は広島に到着し、依頼のあったお好み焼き屋「名余竹バンブー」を訪ねる。そこへ、千綾を追ってきた籾山が到着する。そして、千綾は籾山から自身が宇宙人であることと故郷の星へ帰らなければならないことを告げられる。
その頃、所沢では真茶未からの情報を基に音無は所沢大統領府へと潜入する。だが、時を同じくして広島の自警団「石作ストーンズ」とその副長的存在である大伴貴将も大統領府へと潜入しタコつぼ型ユニットを7基盗むが、音無と中で鉢合わせ、音無を拉致し牢屋に収監する。また、「石作ストーンズ」に潜入していた結季奈と籾山も収監される。怪我から復帰した真茶未と玖仁子はハルカからこれまでの経緯を明かされ、ハルカの依頼のもと、盗まれたタコつぼ型ユニットと音無の救出のため、広島へ向かう。
バンブーに「石作ストーンズ」の団長・石作志麻と貴将を中心としたメンバーが免状を狙いにやって来る。車持不比等が倒されたことにより、激昂したかつての広島の国家自警団「名余竹ムーンライト」の書類上の団長・名余竹輝夜が応戦するも、結局免状は奪われてしまう。
一方、単独行動を取っている逢衣は、桃の盗み食いの最中にダチョウに襲われかけたところを藤原桃に救われたことをきっかけに、藤原春が営む桃農園での勤労と引き換えにしばらく藤原家に滞在するようになる。その夜、逢衣は千綾と再会する。桃は、岡山の国家自警団「岡山デモンズ」による重税の徴収に耐えかねて自警団「美作ピーチ」に加入し、ペットを連れてデモンズの本部・鬼ノ城まで出向き、団長である九鬼温羅に勝負を挑むが、圧倒的な力を誇る温羅に敗れる。そこへ春をはじめとした面々が駆け付け、更には輝夜や望未まで合流する。そして、温羅が桃を手放したこと、ストーンズと密約を交わし、温羅がそれを1人で背負っていたことが明かされた。また、合流した望未と逢衣は和解する。
ストーンズの本部に辿り着いた玖仁子と真茶未は、人質は還してもらえないままユニットを奪われ、拘束される。その後、輝夜も志麻との決着を付けるべくやってくる。しかし、そこへ奪われた始祖神輿奪還のため匠座と悪匠が攻めてくる。志麻は貴将の制止をも無視して、ストーンフィッシュを起動させる。拘束を脱した真茶未と玖仁子は輝夜と共に志麻の暴走を止めるために、望未達は匠座と悪匠の攻撃を止めさせるべく行動に出る。望未達の行動により奇襲は止まり、輝夜と志麻との間にも決着が付いた。そして、千綾は修理されたストーンフィッシュに乗り、故郷の星へ帰るのだった。

## 登場人物
公式サイトのキャラクター紹介ページでは、望未・結季奈・逢衣・千綾のボイスドラマとボイスプロフィールが配信されている。

### 主要人物
森友 望未（もりとも のぞみ）
声 - 小澤亜李
本作の主人公。所沢の焼き団子店「やきだんごのもりとも」（以下、もりとも）の一人娘。自警団「日吉町プロペラーズ」の新米研修生で、実の姉のように慕っている真茶未に憧れて入団した。真茶未の負傷後、マッチャグリーンへの依頼を引き受けるべく、代理人として依頼主を尋ねる旅に出る。
普通の女子高生であり、学業成績はオール3であるが、物事を投げ出さないなど責任感も持ち合わせている。好物はメロンパン。乗っているオートバイはカワサキ・マッハに似た赤いサイドカー付きのもので、本来は父のもの。負傷するまではもっぱら真茶未が使っていた。
幼い頃、放浪中の姫子に出会い、「月明かりの石」を現在の形に成形してもらっている。
幼い頃のあだ名は「ノンスケ」。
誕生日 - 5月9日、血液型 - A型、星座 - 牡牛座
小坂 結季奈（こさか ゆきな）
声 - 日高里菜
望未達と共に旅をする少女。人見知りであり、敬語で話す。自覚はしていないが極度の方向音痴で、行く先々で行き倒れており、けやき台からプロペラーズの本部まで近距離であるにも関わらず、辿り着くまでに3日ほどかかっている。成り行きでプロペラーズに加入するが、「もともと旅に出るつもりだったから」と望未に同行する。好物は寿司と漫画。左利き。兄から借りた青いオートバイに乗っている。
以前、鈴本家で保護してもらったことがあり、その時はロングヘアに眼鏡、かわいい服を着て明るい性格だった。
作中で何度かイラストやデザインを披露しており、出来上がりは非常に特徴的であるが、作品と思わなければ普通の絵が描ける。イラストの監修は地獄のミサワが担当している。
幼い頃のあだ名は「ゆきっぺ」。
誕生日 - 12月7日、血液型 - AB型、星座 - 射手座
響 逢衣（ひびき あい）
声 - 種田梨沙
望未達と共に旅をすることになる活発な少女。マイペースだが人情に厚く、直情的な性格。流れモサになるのが将来の夢である。
元は北多摩デンジャーズに所属しており、遊園地での紛争では一人だけジェットコースターを止めようとするなど、他の団員に比べて所沢に対する敵対意識が薄いが、その一件でデンジャーズをクビになった。石を手に入れて流れモサになるために望未たちの旅に同行する。免許は持っていないため、移動の際は望未の運転するバイクのサイドカーに乗っている。
春と温羅の戦いを仲裁するために取り入った際に人として成長を遂げ、背中に2の数字が浮かび上がった。その後、3の数字が浮かび上がっている。
好物はハンバーグや焼肉などといった肉料理。
幼い頃のあだ名は「うーたん」。
誕生日 - 8月18日、血液型 - O型、星座 - 獅子座
御園 千綾（みその ちあや）
声 - 花守ゆみり
望未達と共に旅をする少女。八重歯が特徴。望未たちと知り合うまではガスマスクで素顔を隠しており、その姿でよく「もりとも」にも顔を出していた。マッチャグリーンへの依頼人の一人であり、代理人として現れた望未たちに「コア」と呼ぶ石を探す依頼をする。所持しているピンクのデジタルカメラで所構わず写真を撮影している。また自分の体験や他人の夢を動画で再生する能力を持ち、動物の言葉がわかる。ガスマスクは東京で失くし、石はのり子に渡している。
好物は「もりとも」のたこ焼き。乗っているオートバイはヴェスパに似たスカイブルーのスクーター。
その正体は黄色いタコのような姿をした宇宙人であり、ハルカと貴将が携わっていた「ムーン・ホール」の実験を行っていた飛行船に紛れ込んでいた。その後はハルカのもとで過ごすが、自身の環境適応能力を危惧したハルカにより学校には通わせて貰えず、外出時もガスマスクを必ず装着させられていた。また、望未達には素性を明かしていなかった。広島での一連の出来事の後、ストーン・フィッシュに乗船し故郷の星へと帰郷した。
望未、結季奈、逢衣と幼い頃に遊んだことがあるため、3人をその時のあだ名で呼んでいる。
血液型、星座共に不明。

### 所沢国・東村山
宇徳 真茶未（うとく まさみ）
声 - 藤村歩
所沢国の国家自警団「日吉町プロペラーズ」の団長。「もりとも」の隣に所在するお茶屋「宇徳園」の一人娘。「よろず平和請負人」マッチャグリーンとしても活動しており、戦闘の際にはマッチャグリーンのスーツを着用している。自ら正体を明かすまでは、マッチャグリーンと「知り合い」の関係にあるとしていた。幼少の頃から森友家とは家族ぐるみのつきあいで、望未とは実の姉妹のように親しい間柄。自分を姉のように慕っている望未が争いに巻き込まれることを内心危惧しており、自警団で活動することには難色を示していた。また、入院中も自分の代理として旅に出た望未を案じていた。
幼い頃、わざと溺れたふりをした真茶未を助けようとした望未が瀕死の状態になってしまったことがあり、望未に自分がモサとして戦闘している姿を見せないようにするために、真茶未として戦うのは避けてきた。そのため、これまで玖仁子から戦いを挑まれた際にも体調不良や冠婚葬祭などを理由に何度も有耶無耶にしてきた。
マッチャグリーン
所沢国のご当地モサ。平和請負人であり、争いは好まない性格。全身緑色のバトルスーツを着用しているが、スーツ内の温度と湿度の管理上、長時間の行動は多大なストレスが生じてしまうという弱点がある。真茶未によれば、せっかちで人見知りであるとのこと。
過去に富士山所有権紛争停戦に貢献した実績があり、知名度が上がると共に各地から紛争解決の依頼も増えているが、本人は所沢国内だけで活動したい意向である。
「マッチャグリーンに中の人などいない」としてきたが正体は真茶未である。周囲には秘密にしていたが、望未や結季奈以外の他のプロペラーズの団員や音無には見破られていた。

御園 ハルカ（みその はるか）
声 - 大原さやか
所沢国大統領を務める女性。マッチャグリーンの実力に期待しており、他地域への派遣活動も視野に入れている。理由は不明だが石を収集しており、真茶未たちから回収した石を「元々は私のもの」と発言している。旅をしている望未達4人を連れ戻そうとしている。
正体は地球にやってきた宇宙人であり、地球に来る前は貴将の助手としてムーンホールの存在を証明する実験に携わっていたが、その際に乗っていた宇宙船が事故に遭う。自分を差し置いて貴将をポットで脱出させたが、船内に千綾も残されていたため、満月の夜の日に千綾を故郷の星に帰すために行動していた。その間は、母親として千綾の面倒を見ていた。ストーンズにより盗まれたタコつぼ型ユニット7基を奪還するべく、真茶未と玖仁子を広島へ派遣する。その後、自らも広島へ向かい貴将と再会する。
籾山 蔵之介
声 - 関智一
ハルカの秘書を務める男性。ハルカの命令で各地から石を集めている。仕事だけでなく御園家のプライベートにおいても仕える関係にあり、外界との関わりが薄い環境に置かれている千綾を不憫に思い、バイクの免許を取らせたり、自分のスクーターを千綾に使わせている。太った体格だが、身体能力は高い。東京での一件の後、石の回収と合わせてハルカから新たに千綾の捜索の使命を受け、車夫の姿で人力車を曳き、望未たちの後を追い、広島にて追いつく。石を収集している「石作ストーンズ」の本部へ潜入していたが、志麻と貴将に正体が露呈したため、収監されるが後に脱獄している。
容姿が「もみあげハンマーズ」のボーカル・もみぞうに似ていると言われているが、それについては肯定も否定もしていない。
森友 日向代
声 - 増田ゆき
望未の母親。普段は「もりとも」の店を切り盛りしている。
森友 友守
声 - 東地宏樹
望未の父親。自身の好感度稼ぎのために望未が旅に出るのを了承したが、実際には日向代も呆れるほど心配していた。
執行 玖仁子（しぎょう くにこ）
声 - 大浦冬華
東村山国の国家自警団「北多摩デンジャーズ」の総長を務める女性。「武器使いの女帝」という異名を持つ。流れモサであり、自ら北多摩デンジャーズに雇われていることを明らかにしている。そのため、団員に対してはあまり仲間意識を持っていない。乗っているバイクは、映画『イージー・ライダー』に登場するバイクに似ている。
戦利品の武器コレクションもしており、マッチャグリーンのバトルスーツを欲している。
幼少期はヒーローに憧れていたが、この世に憧れのヒーローは実在しないと分かると「悪い奴からみんなを守る」という信念のもと、ヒーローになるべく日々鍛練を積み、その過程で「石」が現れた。だが、東京大決戦の際に全国から集結した自警団を相手に単身で迎撃していくうちに戦いに魅せられていくと、徐々に初心を忘れて戦いを求める性格になり、真茶未に諭されて思い出すまではそのことを忘れていた。
入院中に、石を無くしたことで意気消沈していたが、音無が石作ストーンズに攫われたことを知り、ハルカの依頼を受けて真茶未と共に広島へ赴く。
音無 ゆかり（おとなし ゆかり）
声 - 古木のぞみ
北多摩デンジャーズの作戦参謀の女性。玖仁子を慕っている。真茶未との戦いで石をなくした玖仁子のため、石を取り戻そうと所沢大統領府に忍び込むが、同じく忍び込んでいた石作ストーンズとはち合わせてしまい、そのまま身柄を拘束される。

### 東京
羽原 アキ
声 - かないみか
東京・オールウェイズ・コミマの自警団「双塔の騎士団」の団長の小さな女性。通称「サンダーロード」。活動の際には鎧を身に纏い、大剣を武器にしている。アキから繰り出される必殺技には攻撃対象以外のモブには被害が及ばないため、「モブに優しい」と称されている。ガルムという片目のハシブトカラスを連れている。リック（声 - 小野友樹）のファンであり、リックの等身大人形を買い取るために、団長を引退し自身の石「ドロム・バーサーカー」を売ろうとしていたが、同じく人形を買い取ろうとしていた少女とのやり取りにより金額を吊り上げられたため自身の石と共に千綾の石まで先払いにて売却しようとするが、心情を察してくれた籾山により石を返還される。そしてこれらの出来事がきっかけで初心を思い出し、千綾の石を返却した上で謝罪する。爆弾処理のため、返還された石を手にして爆弾処理に当たるが、その際に爆弾が買い取ったはずのリックの等身大人形に潜伏したため、人形ごと爆弾を斬る。ダイナマイト・ボンバーズを偽装していたのり子を罰として次期団長に任命し、自身は団長の座から退き、今後は団員として活動することとなった。
鈴本 のり子（すずもと のりこ）
声 - 真堂圭
双塔の騎士団団員の女性。窃盗の疑いで捕まった望未達を匿う。アキに引退してほしくない一心から、半年前に東京大決戦の際に残留していた不発弾の爆発事故を利用してダイナマイト・ボンバーズという組織を捏造し、犯行予告などを送りつけていた。後に自ら真相を話すがその罰としてアキから次期団長に任命され、千綾から「石」を譲り受ける。
鈴本 文（すずもと あや）
声 - 水谷優子
のり子の母親。バイク修理や痛デコなどを行う「鈴本オート」を経営している。かつて東京に存在した伝説の自警団「東京オールウェイズ」OGの一人であり、引退した現在でも自警団に顔が利く。
放置してあった望未達のバイクを保管していたが、勝手に塗装を塗り替えようとしていた。
芥火 龍之介（あくたび りゅうのすけ）
暫く鈴本家にいた小説家。鈴本家からは「あくたび先生」と呼ばれていた。かつて東京に存在した自警団「東京オールウェイズ」団長であり、東京タワーロボ初代パイロットを務めた。「オールウェイズ・コミマ」創設者。神様扱いされていたが、肝心の小説が売れず、現在旅に出ている。手書き原稿に拘っている。

### 旧愛知・旧三重
魚虎 姫子（うおとら ひめこ）
声 - 五十嵐裕美
守の娘。腕にコアラが引っ付いている。将来はシャチホコ職人を継ぐことになっており、自身もシャチホコが好きであったが、父である守には及ばないと分かるとシャチホコを嫌うようになり、家出して全国を放浪としていた。その過程で望未の「月明かりの石」を現在の形に成形したことがある。その後実家に戻り、当初は難色を示していたシャチホコ造りに参加し、守とも和解する。幼い頃、姫子のもとに「石」が現れ「シャチポコ石」と名付けるが、すぐに知り合った友亀に譲渡し、友亀からも「サーキットの星」を譲り受ける。その後、マッチャグリーンへの依頼が姫子の名義で出されていることから望未達に自身の石を渡している。
魚虎 守（うおとら まもる）
声 - 辻親八
姫子の父で、シャチホコ職人。ぎっくり腰になり、入院する。
ダンディ
声 - 大塚明夫
旧愛知の国家自警団「愛知てんむす」の団長の男性。喫茶店「マッハウンテン」を経営している。石は所持していないがモサであり、店に乗り込んできたバイクを片腕で受け止めるなど高い身体能力を持ち合わせている。
望都屋 大治郎（もとや だいじろう）という伝説のライダーである一面を持ち、74のゼッケンは永久欠番となっている。
阿漕から挑まれたレースでは、阿漕の妨害によりバイクが損傷してしまった友亀に、自身のバイクを提供した。
鈴鹿 友亀（すずか ともき）
声 - 細谷佳正
旧三重の国家自警団「三重モータース」の団長の青年。争いを好まない性格であり、三重と愛知が平和に共存することを望んでいる。乗っているバイクはヤマハ・TZR (1KT) 似のレーサーレプリカ。走ることが好きであるが、遅い速度で走行することができないため、誰も追いつけないほどのかなり速い速度で走行しているが、競い合える相手がいなくなると、次第に走ることに虚しさなどを感じるようになっていた。また、以前にも走ることの楽しさを見出せなくなったことに悩む時期もあった。友好活動の一環としてBIKE TAXI（バイクタクシー）を営んでおり、日本列島内において、二輪旅客営業認可を受けたのは初である。なお、周囲からは正体不明とされている。
「サーキットの星」という石を所持していたが後に姫子に譲渡し、姫子からも石を譲り受ける。
三重と愛知が平和に共存するよう「団員にバレたらまずい」という理由で姫子の名義にてマッチャグリーンに依頼をした。
阿漕（あこぎ）
声 - 浜添伸也
三重モータースの副団長。三重モータースを実質的に仕切っている。台詞の大半に自分のオートバイの排気音が重なるため、画面には台詞の字幕が入る。乗っているバイクはヤマハ・TZR (3MA) 似のレーサーレプリカ。愛知側に敵意を抱いており、三重による一国支配に持ち込もうと企んでいる。そのため「ダンディこそ伝説のライダー・望都屋大治郎だ」とうそぶいて友亀を騙し、書類にサインさせた上で軟禁し、自らレースに出場してダンディを負かそうとするが、ダンディが本当に望都屋大治郎であったことは知らなかった。
レースではオートバイからミサイルを発射するなどダンディと友亀に対して数々の妨害行為を仕掛けるが、最後は自転車で走行する友亀に追い抜かれる形で敗れる。

### 京都
一条 美沙（いちじょう みさ）
声 - 中原麻衣
京都の自警団「鴨川ロッカーズ」団長の女性。ロックミュージシャンとしても活躍しており、石をギターのピックに使用している。
普段は黒い長髪に眼鏡を掛けた容姿だが、ライブ中はピンク色の髪に眼鏡を外した姿になっている。
以前は豆千代と親しい関係であったが、豆千代の母親・菊志乃（声 - 久川綾）に「豆千代を惑わすな」と釘を刺されたため「豆千代が立派な芸妓になるまでは」という思いからフェス当日に和解するまでの間無視し続けていた。
豆千代（まめちよ）
声 - 早見沙織
京都の国家自警団「舞妓どすどす」19代目団長の少女。美沙との関係は最悪であり、これまでに何度も嫌がらせを行っている。過去に美沙と一緒にバンドを組もうとしていたが、フェス当日に菊志乃が美沙に釘を刺したことにより、美沙が豆千代のことを思って無視し続けていたことは知らずに誤解していた。
酒呑童子（しゅてんどうじ）
声 - 小西克幸
京都のならず者集団「酒呑の一派」首魁の青年。モサ同様の力を持ち「退屈しのぎ」と称して傍若無人に振舞っている。悪匠と組んで三十四間堂の仏像をミサイルに改造し清水寺のフェス会場を攻撃する。面白ければいいという考えを持ち、そのためには自らの犠牲も厭わない。

### 広島・岡山
名余竹 輝夜（なよたけ かぐや）
声 - 伊藤静
名余竹一家本家の跡取りの女性。堅気の娘として育てられてきたが、現在は車持と共にお好み焼き屋「名余竹バンブー」の店頭に立っている。
車持 不比等（くらもち ふびと）
声 - 西村知道
「名余竹バンブー」の店頭に立っている男性。かつては「修羅の車持」の異名で馳せていた。現在は状況を鑑みて店を畳むことも視野に入れているが、免状を渡さないことには固執している。
石作 志麻（いしづくり しま）
声 - 勝生真沙子
広島の自警団「石作ストーンズ」の団長の女性。左目に眼帯をしている。名余竹家の分家である石作家の血筋を持つが、任侠や義理人情を否定しており、強引な手法で次々と金や土地、武器などを巻き上げていた。
大伴 貴将（おおとも きしょう）
声 - 大川透
広島の自警団「石作ストーンズ」の副長的存在な男性。感情を表にあまり表に出さない。接近戦に強く、輝夜や籾山の猛攻をある程度防いでいる。
宇宙人であり、地球に来る前は博士として助手のハルカと共に「ムーン・ホール」の実験に携わっていたが、その最中に乗船していた飛行船が事故に遭い、ハルカによってポットにより脱出させられた後、睡眠によりムーン・ホールの発生を待っていたが、その最中にストーンズ内の部屋に辿り着く。それ以降は志麻のもとに付いていた。部屋に辿り着くまでの記憶を喪失していたが、後に取り戻す。襲撃後、ストーンフィッシュ修繕の指揮を執っている最中にハルカと再会を果たす。
藤原 春（ふじわら はる）
声 - 田中敦子
岡山の伝説の剣豪であった女性。現在は絵を売りながら桃農園を営む。犬が苦手。鳥取を砂に埋めてしまった後悔からモサとしての活動を自粛している。
温羅が手放した桃を引き取り、桃と名付け育ててきた。
藤原 桃（ふじわら もも）
声 - 上田麗奈
春の娘。ペットにチワワのチーくん（声 - 山下大輝）とダチョウのダーちゃんを連れている。自警団「美作ピーチ」に加入し、岡山デモンズ打倒のために一人で温羅を倒しに向かう。実母は温羅であるが、幼少期に手放されている。
九鬼 温羅（くきの うら）
声 - 横山智佐
岡山の国家自警団「岡山デモンズ」団長。かつては人々に慕われており、岡山に侵攻してきた「石作ストーンズ」から1人で岡山を守りきった功績から国主よりも強い権限を持ち、税の取り仕切りを認められるようになると、高額な税金を課し民を苦しめるようになった。実際はストーンズに敗れており、資金提供をする代わりに侵略はしないという密約がストーンズとの間に交わされていた。自らが鬼となっても岡山を守る覚悟を決めていたが、既に後に引けない状態となっていたため頑なになっていた。
桃の実母であるが、桃が幼い頃に手放しており、桃が鬼之城に乗り込むまでは母親が春であることや桃の名前は知らなかった。
徴税人
「岡山デモンズ」に所属する鬼の仮面を被った徴税人。民から税を強制的に集め、滞納者には実力行使に出ようとすることも厭わないなど容赦がなく「鬼の手先」と呼ばれている。実態は匠座製のカラクリ人形であり、武器により脅迫はするが怪我をさせることは無い。

### その他
ばん子
声 - あゆか
各国境で入国手続きをしている関所の窓口係の女性。利害関係のない国から派遣され方言で話す。どの関所も同じ顔をしているが別人であるとのこと。
Web予告のナレーションも担当する。

## 用語
東京大決戦
物語開始から10年前、道州制が強制施行され、それに対して反対する各地の自警団が永田町に集結したことにより起こった騒乱のこと。
その当時では、自警団「東京オールウェイズ」所持のロボ・東京タワーロボと、政府当局が起動させたロボ・東京スカイツリーロボとの衝突が続いており、その足元を田無タワーロボが支えていた。勝負の結果は引き分けとなっている。
ツインタワー宣言
東京大決戦後に発布された宣言書。地域間のトラブルにおいて、話し合いでは解決できない場合、各自警団の団長同士がこの宣言に定められている条文に則って競争にて解決するように定められている。競争中の当事者以外の介入は禁じられている。
自警団
主に治安維持などを中心に活動している組織。モサが率いている。このうち、「国家自警団免状」と呼ばれる免許証を所持している自警団は国家自警団に分類される。国家自警団は首長公認の一団体として規定され、様々な権限が認められる。
日吉町プロペラーズ
所沢国の国家自警団。プロペ通りに本部を構える。主な活動内容は街の美化から治安維持、モサと共に侵攻してくる他国からの防衛などである。
未成年者の加入には、親の承諾が必要になる。
北多摩デンジャーズ
東村山国の国家自警団。団員の多くはオールウェイズ・コミマの影響により東京から追われた者であり、東京から切り離されて独立することになったことで苦しい最中にある現状を脱却するため、しばしば隣国である所沢に侵攻を掛けている。
所沢大統領府
所沢国の政府機関。建物は急須を模したデザインをしている。
所沢ゆうえんち
所沢国民に定評のあるレジャー施設。この遊園地にてプロペラーズとデンジャーズが対峙し、悪匠の手によりジェットコースターの一部が崩落、更にはコースの一部が改変された。
まぼろし軒
所沢国にあるラーメン店。ここでは第1話で真茶未と玖仁子によるラーメンの大食い対決が繰り広げられた。
まぼろし軒は所沢市に実在するラーメン店であり、玖仁子が食した「とんこつみそ牛すじ ネギトッピング」も実際に提供されているメニューである。
オールウェイズ・コミマ
東京・旧首都全域で年中無休で行われている表現の祭典。人々の熱気により上空にはコミマ雲が出ている。最近では定住者も増加するなど肥大化しており、その影響で東京から追い出された者も存在する。マッチャグリーンと玖仁子による遊園地での一件の後、当面の拡張を見送っている。
東京内において、窃盗は殺人と同等に重罪とされており、極刑が科せられる。内容は、国主の住む「でっかいアレ」に送り込まれて不眠不休で仕えさせられるというものであり、未だに戻ってきた者はいないとのことである。
コミマ内の違反車両は共有資産扱いになり、痛車化された上で、観光用のバイクなどに転用される。
双塔の騎士団
東京・オールウェイズ・コミマの国家自警団。かつて存在した伝説の自警団「東京オールウェイズ」解散後に、羽原アキを中心に結成された。コスプレをしているのが特徴。仕事がない時はコミマを満喫している。
鈴本オート
文が経営している自動車・バイク修理店。違反車両の痛車化業務を委託されており、集積された違反車両をコミマの景観に馴染むように再塗装などを施している。望未達のバイクも文によって塗り替えられそうになった。
ダイナマイト・ボンバーズ
オールウェイズ・コミマで反コミマ組織と呼ばれている存在。半年前の爆破事件以降に度々犯行予告を送りつけていたが、実態はのり子により作られた架空の組織であり、犯行声明を出した爆破事件にしても、実際は東京大決戦時の不発弾の爆発事故を犯行としてでっち上げたものである。
おそうじロボ
コミマ内全域にて稼働している全自動式の掃除機。
防犯チャーム
主に「双塔の騎士団」が所持している防犯ブザー。「石」によく似た形をしており、望未は「月明かりの石」と勘違いした。栓を抜くと大音量のアラームが鳴る。一般向けにも発売されている。
旧愛知・旧三重
愛知と三重が合併して誕生した国。国名を「愛知三重」または「三重愛知」にするかで争っており、未だに正式な国名は決まっていないが、後に「国名名付け委員会」が発足している。年に一度、バイクレース「てんむすグランプリ」が開催されている。
公道上がサーキット化されている。
愛知てんむす
ダンディを団長とする旧愛知の国家自警団。普段は喫茶店の店員として勤務している。
三重モータース
旧三重の国家自警団。バイクレーサー達が集い、皆フルフェイスヘルメットを被っている。
自警団内で一番早く走行できる者が団長になるという決まりがある。
喫茶マッハウンテン
ダンディが経営する喫茶店。愛知てんむすの本部分室も兼ねており、勤務する従業員は全て愛知てんむすの団員である。マッハウンテンにて提供されているメニューは、名古屋市昭和区に実在する喫茶店・喫茶マウンテンをモデルにしている。
周辺に所在する喫茶店との客争奪が熾烈であり、そのためメニューを口にしたら入店しなければならないというルールがある。
鴨川ロッカーズ
京都の自警団。主にライブ運営・警備全般を請け負っている。
舞妓どすどす
京都の国家自警団。古都全域の治安維持を担当するが、ライブ関連については基本的に関わらないという姿勢を取っており、ロックに対して否定的な団員もいるが、中にはロック好きな団員もいる。ロッカーズとは折り合いが悪く、互いに一切連携していない。
団員は仕込みから襟替え前の舞妓のみで構成されている。
酒吞の一派
大江山を拠点とする京都のならず者集団。京都内を荒らしまわっては京都民を困らせている。京都内では「不吉な石」とされている忌み石を回収する忌み石POSTの管理を請け負っているが、回収した石を密かにハルカや石作ストーンズに横流ししている。
過去に肉じゃがの発祥地をめぐって広島・呉と京都・舞鶴で争われた「肉じゃが紛争」では争いの前線に立っていたが、それが終わると今度は京都内を荒らし回るようになる。
清水寺ロックエクスプロージョン
扇型の舞台を備えた清水寺にて年に一度開催されるロックの祭典。各地から観客が訪れる。「ロックフェス」や「フェス」とも呼ばれる。
警備本部が設置されており、警備や運営はロッカーズが担当している。
名余竹ムーンライト
広島の国家自警団。義理人情を重んじている。かつては広島を守護していたが、跡目争いから分裂したことにより石作ストーンズに主導権を握られ、現在はお好み村の片隅で本部の跡地にお好み焼き屋「名余竹バンブー」として名残を留めるのみとなっている。書類上では輝夜が団長となっている。
石作ストーンズ
広島の自警団。名余竹ムーンライトに代わって広島を支配しており、海賊としても荒らし回っている。また、広島全土に展開するお好み焼き屋街「お好み村」も取り仕切っている。過去には肉じゃが紛争で酒吞の一派と争っていた。
名余竹家が所持している国家自警団免状の中に封入されているダイモンの起動キーを狙っていた。
岡山デモンズ
岡山の国家自警団。鬼ノ城という巨城に本部がある。岡山内の税制を取り仕切り、徴税人を使い高額な税を徴収するようになったため「鬼」と呼ばれるようになる。
ストーンズの侵攻に敗れた際、温羅が団員全員を除名させたため、第10話の時点では既に「岡山デモンズ」は存在していなかった。だが、元団員である吉備野（声 - 下山吉光）は、除名後も徴税人に扮してデモンズに残っていた。
美作ピーチ
岡山の自警団。桃農家を営む人々によって結成された。
ストーンフィッシュ
志麻が建造していた宇宙船。悪匠を隷属させて建造させた。タコつぼ型ユニットを使用している。
千綾が帰郷する際にこの船が使用された。
任侠ロボ・ダイモン
名余竹ムーンライトに伝わる巨大ロボ。広島を守護する存在として造られたが、本家の人間から盗まれ、最終的にストーンズの元へと流れていた。起動には小さなヘラ型のキーと、五角形の名余竹家の代紋が必要。
始祖神輿
匠座の神体。分裂の際に悪匠が匠座から持ち出すが、その後ストーンズにより奪われた。
もみあげハンマーズ
伝説のロックバンド。略称は「もみハン」。メンバーはもみぞう（ボーカル担当）、半ちゃん（ドラム担当/声 - 白熊寛嗣）、マー坊（ギター担当/声 - 斉藤次郎）。表向きはハンマー性の違いから解散となっているが、実際はメジャーデビュー直前にもみぞうが初期メンバーの一人を辞めさせたのがメンバー内でしこりになったことと、もみぞうが観客がモブにしか見えず、『STONES』他のナンバーを歌えなくなったことも原因とされる。もみぞう以外の2人は現在は京都にてレーベルを立ち上げており、「ロックフェス」の運営やプロモーションなどを毎年手伝っている。
代表曲でもある『STONES』は色々なアーティストにもカバーされており、作中では美沙がライブで披露している。
望未・結季奈・逢衣が大好きなバンドであり、千綾が乗っているバイクにもステッカーが貼ってある。
415年間隔で起こる天体現象について
415年周期で月面に出現するワームホールをムーン・ホールと呼び、415年に一度、2つの月が繋がる瞬間をエクストリーム・ダブル・スーパームーンと呼ぶ。この瞬間に地球と月面の間を往来出来る。
モサ
特殊な能力を持つ人々の総称。
流れモサ
各国を渡り歩き、護衛などをしながら生計を立てているフリーランスのモサのこと。玖仁子のように自警団と契約して団長を務めることもある。

モブ
普通の人々の総称。作中においては「モサ」の対義語としても使用される。
石
ハルカが探しているハート型をしたピンク色の石。アキによると、人の潜在能力を極限まで高める効力があるとされているが、実際には無関係である。そのままの形で所持している者もいるが、真茶未や玖仁子のように加工して所持している者もいる。所持者によってそれぞれ名前が付けられており、正確な名称は不明である。それぞれの石の名前とその所持者は下記の通りである。
- 月明かりの石 - 宇徳真茶未所有、ペンダントヘッドに加工。
- コア - 御園千綾所有
- ヒロイック・ガーネット - 執行玖仁子所有、チョーカーの飾り石に加工。
- ドロム・バーサーカー - 羽原アキ所有
- サーキットの星 / シャチポコ石 - 鈴鹿友亀・魚虎姫子所有
- 忌み石 - 京都で良いライブの後によく降る石。京都内では「不吉な石」とされている。美沙はブレスレットの飾り石兼ギターピックに、豆千代は三味線のバチに埋め込む形に2つに割り加工して所持している。

匠座
伝説のカラクリ宮大工衆。貴将が作り上げた。これまでに東京スカイツリーロボや東京タワーロボ、ハイパーマッチャロボなどを製作している。白い法被を着用しており、法被や部品には白地に黒抜き文字の「匠」マークがあるのが特徴。
悪匠（わるだくみ）
危険な工事を請け負う匠座から分派した宮大工衆。玖仁子曰く「宮大工ならぬ闇大工」。東京大決戦の際に東京スカイツリーロボなどを製作した後に匠座から分派した。外見は匠座に似ているが法被の色は黒で、法被や部品の「匠」マークは黒地に白抜き文字。手掛けるからくりには発注以上に危険な仕掛けを施す。

## スタッフ
- 監督 - 出合小都美
- 助監督 - 柳沼和良 (8話 - )
- 脚本 - むとうやすゆき
- キャラクター原案・イメージボード - tanu
- キャラクターデザイン - 北田勝彦
- バイクデザイン - 清水洋
- メカニックデザイン - 萩原弘光、鈴木勤、浅沼信也
- プロップデザイン - 谷口宏美、三股浩史、ヒラタリョウ
- グラフィックデザイン - 渡部岳
- アクション作画監督・エフェクト監修 - 今井有文
- 美術設定 - 谷内優穂、田村せいき
- 色彩設計 - 小針裕子
- 撮影監督 - 出水田和人、鈴木麻予
- 編集 - 長谷川舞
- 3DCGディレクター - 越田祐史
- 音響監督 - はたしょう二
- 音響効果 - 山谷尚人
- 音響制作 - サウンドチーム・ドンファン
- 音楽 - 横山克
- 音楽プロデューサー - 笹木孝弘
- 音楽制作 - ポニーキャニオン
- プロデューサー - 寺西史、木下哲哉、和田丈嗣、前田俊博、遠藤哲哉、金庭こず恵
- アニメーションプロデューサー - 中武哲也
- アニメーション制作 - WIT STUDIO
- 製作 - 「ローリング☆ガールズ」製作委員会 （松竹、ポニーキャニオン、WIT STUDIO、MBS、電通、ムービック）

## 主題歌
全編曲 - 堤博明。
オープニングテーマ「人にやさしく」（第2話 - 第11話）
作詞・作曲 - 甲本ヒロト / 歌 - THE ROLLING GIRLS
第1話ではエンディングテーマとして使用。第12話では未使用。
エンディングテーマ
「月の爆撃機」（第2話、第3話、第5話 - 第7話、第9話 - 第12話）
作詞・作曲 - 甲本ヒロト / 歌 - THE ROLLING GIRLS
第1話・第8話では未使用。
「脳天気」（第4話）
作詞・作曲 - 真島昌利 / 歌 - THE ROLLING GIRLS（小澤亜李、日高里菜）

挿入歌
「1000のバイオリン」（第1話）
作詞・作曲 - 真島昌利 / 歌 - THE ROLLING GIRLS
「英雄にあこがれて」（第2話）
作詞・作曲 - 真島昌利 / 歌 - THE ROLLING GIRLS
「ながれもの」（第5話）
作詞・作曲 - 甲本ヒロト
「TRAIN-TRAIN」（第6話）
作詞・作曲 - 真島昌利 / 歌 - THE ROLLING GIRLS
「シャララ」（第6話、第9話）
作曲 - 甲本ヒロト
「STONES」（第8話）
作詞 - 関谷謙太郎 / 作曲 - 横山克、堤博明 / 歌 - 久保田薫
「ネオンサイン」（第10話）
作曲 - 甲本ヒロト
「青空」（第11話、第12話）
作曲 - 真島昌利
「夕暮れ」（第11話）
作詞・作曲 - 甲本ヒロト / 歌 - THE ROLLING GIRLS
「終わらない歌」（第12話）
作曲 - 真島昌利 / 歌 - THE ROLLING GIRLS

## 各話リスト
タイトルは全てTHE BLUE HEARTSの曲から付けられている。
| 話数 | サブタイトル           | 絵コンテ           | 演出                | 作画監督                                                                        | 総作画監督      | 美術監督          |
| ---- | ---------------------- | ------------------ | ------------------- | ------------------------------------------------------------------------------- | --------------- | ----------------- |
| #1   | キング・オブ・ルーキー | 出合小都美         | 曽我準              | 佐藤誠之、田中春香                                                              | 北田勝彦        | 吉原俊一郎        |
| #2   | 世界のまん中           | 出合小都美         | 川畑喬 青柳宏宜     | 世良コータ、篠田知宏 清水洋、山村俊了 ANIHOUSE SUN、佐藤誠之 田中春香、丸山修二 | 北田勝彦 清水洋 | -                 |
| #3   | 英雄にあこがれて       | タムラコータロー   | 佐々木勅嘉          | 輿石暁、村上直紀 西尾智恵、飯飼一幸 Kan Sinu、Kim Jung eun                      | 清水洋          | 稲葉邦彦          |
| #4   | 夢                     | 長沼範裕           | 金森陽子            | 田中春香、山村俊了 松岡謙治、世良コータ 小沢久美子、志賀道憲                    | 北田勝彦        | 柴山恵理子 河野羚 |
| #5   | 期待はずれの人         | 池畠博             | 池畠博              | 本村晃一、伊藤海子 岡本達明                                                     | 清水洋          | 稲葉邦彦          |
| #6   | 電光石火               | 村田俊治 佐藤陽    | 若野哲也            | 長谷川早紀、佐藤誠之                                                            | 北田勝彦        | 柴山恵理子 河野羚 |
| #7   | 星をください           | 橘正紀             | 青柳宏宜            | 磯野智                                                                          | 清水洋          | 高橋忍            |
| #8   | 雨上がり               | 平川哲生 江原康之  | 浅見松雄 金森陽子   | 九高司郎、横田匡史 小沢円、世良コータ 本村晃一                                  | 北田勝彦        | 柴山恵理子 河野羚 |
| #9   | 夜の盗賊団             | 鏑木ひろ           | 佐々木勅嘉          | 山村俊了、西尾智恵 飯飼一幸、輿石暁 白川茉莉、村上直樹                          | 清水洋          | 柴山恵理子 河野羚 |
| #10  | NO NO NO               | 平川哲生 柴山智隆  | 平向智子 清水久敏   | 門倉世央子、長谷川早紀 岡本達明、田中春香                                       | 北田勝彦        | 柴山恵理子 河野羚 |
| #11  | 情熱の薔薇             | 平川哲生           | 平川哲生            | 横田匡史、世良コータ 小澤円、佐藤誠之 松岡謙治、本村晃一                        | 清水洋          | 高橋忍            |
| #12  | 未来は僕等の手の中     | 宮地☆昌幸 柳沼和良 | 出合小都美 金森陽子 | 斉藤拓也、山本真理子 長谷川早紀、田中春香 清水洋、佐藤誠之 横田匡史             | 北田勝彦        | 柴山恵理子 河野羚 |

## 放送局
| 放送期間                | 放送時間                     | 放送局      | 対象地域   | 備考                                     |
| ----------------------- | ---------------------------- | ----------- | ---------- | ---------------------------------------- |
| 2015年1月11日 - 3月29日 | 日曜 1:58 - 2:28（土曜深夜） | 毎日放送    | 近畿広域圏 | 製作委員会参加 / 『アニメシャワー』第1部 |
|                         | 日曜 23:30 - 月曜 0:00       | TOKYO MX    | 東京都     |                                          |
| 2015年1月12日 - 3月30日 | 月曜 0:35 - 1:05（日曜深夜） | テレビ愛知  | 愛知県     |                                          |
|                         | 月曜 3:00 - 3:30（日曜深夜） | BS11        | 日本全域   | 『ANIME+』枠                             |
| 2015年1月13日 - 3月31日 | 火曜 2:30 - 3:00（月曜深夜） | TVQ九州放送 | 福岡県     |                                          |
| 2015年1月22日 -         | 木曜 1:35 - 2:05（水曜深夜） | 南日本放送  | 鹿児島県   |                                          |

| 放送期間        | 放送時間           | 放送局             |
| --------------- | ------------------ | ------------------ |
| 2015年1月13日 - | 火曜 12:00 更新    | バンダイチャンネル |
|                 |                    | dアニメストア      |
|                 | 火曜 23:00 - 23:30 | ニコニコ生放送     |
|                 | 火曜 23:30 更新    | ニコニコチャンネル |
| 2015年1月20日 - | 火曜 12:00 更新    | GYAO!              |

## 関連商品

### BD / DVD
| 巻 | 発売日        | 収録話          | 規格品番   | 規格品番   |
| 巻 | 発売日        | 収録話          | BD         | DVD        |
| -- | ------------- | --------------- | ---------- | ---------- |
| 1  | 2015年3月18日 | 第1話 - 第2話   | PCXE-50511 | PCBE-54811 |
| 2  | 2015年4月15日 | 第3話 - 第4話   | PCXE-50512 | PCBE-54812 |
| 3  | 2015年5月20日 | 第5話 - 第6話   | PCXE-50513 | PCBE-54813 |
| 4  | 2015年6月17日 | 第7話 - 第8話   | PCXE-50514 | PCBE-54814 |
| 5  | 2015年7月15日 | 第9話 - 第10話  | PCXE-50515 | PCBE-54815 |
| 6  | 2015年8月19日 | 第11話 - 第12話 | PCXE-50516 | PCBE-54816 |

#### 映像特典
『チビR☆G コロコロ劇場』（ちびローリング☆ガールズ コロコロげきじょう）はDVD&Blu-ray各巻に2話収録のショートアニメ。
- 監督 - 森井ケンシロウ
- 絵コンテ - 衣谷ソーシ
- 作画 - スタジオモリケン
- 音響監督 - はたしょう二
- 音響効果 - 山谷尚人
- 音響製作 - サウンドチーム・ドンファン
- 進行管理 - 小浦方雄太

| 巻数 | 話数 | サブタイトル         |
| ---- | ---- | -------------------- |
| 1    | #1   | 必殺技               |
| 1    | #2   | アダ名               |
| 2    | #3   | きこえない           |
| 2    | #4   | 仕切り屋             |
| 3    | #5   | 召喚                 |
| 3    | #6   | 真面目にやって下さい |
| 4    | #7   | モサになったら       |
| 4    | #8   | アイデンティティー   |
| 5    | #9   | 気を抜くと           |
| 5    | #10  | うわさ               |
| 6    | #11  | いきだおれ           |
| 6    | #12  | ヒーロー             |

### CD
TVアニメ「ローリング☆ガールズ」主題歌集「人にやさしく」THE ROLLING GIRLS（PCCG-1450）
オープニングテーマ「人にやさしく」をはじめとした楽曲が収録されているアルバム。全6曲。2015年1月21日発売。
TVアニメ「ローリング☆ガールズ」オリジナルサウンドトラック（PCCG-1452）
2015年3月18日発売。
TVアニメ「ローリング☆ガールズ」ソング集「英雄にあこがれて」THE ROLLING GIRLS（PCCG-1451）
作品中で使用されたTHE BLUE HEARTSのカバー曲を収録したアルバム。全14曲。2015年4月1日発売。
TVアニメ「ローリング☆ガールズ」ソング集Ⅱ「STONES」THE ROLLING GIRLS
第8話の挿入歌「STONES」のカバー楽曲に加え、「青空」、「シャララ」、「人にやさしく」ソロVer.などを収録。2015年8月2日発売。
ロリガ・ロック・ベスト！ ～Songs of the mob, by the mob, for the mob～(PCCG-01583)
ソング集Ⅰ&Ⅱとして発売されていた数々の名曲のカバーに加え、新規カバー楽曲「リンダリンダ」を収録。 脚本のむとうやすゆきが新たに脚本を書き下ろしたオーディオドラマ「夏の地図」も収録したCD2枚組。
2017年3月15日発売。

### 配信楽曲
TVアニメ「ローリング☆ガールズ」挿入歌「STONES」鴨川ロッカーズ(CV：久保田薫)
2015年3月28日配信開始。

### 漫画
ローリング☆ガールズ
テレビアニメのコミカライズ作品。マッグガーデン『月刊コミックガーデン』にて2014年11月号から連載。『ONLINE MAGAZINE コミックブレイド』でも2014年10月30日から配信。作画は梵辛、脚本は宮城陽亮が担当している。ストーリーはアニメの前日譚にあたり、真茶未の視点で描かれている。
- 梵辛（作画）・宮城陽亮（脚本）、マッグガーデン〈ブレイドコミックス〉全2巻
  1. 2015年1月10日発売、ISBN 978-4-8000-0400-0
  2. 2015年7月10日発売、ISBN 978-4-8000-0478-9

ろ〜りんぐ☆が〜るず インスピレーション×旅人（トラベラー）
こちらは望未・結季奈・逢衣・千綾の4人の妄想旅行を描いた4コマ漫画であり、『ONLINE MAGAZINE コミックブレイド』にて連載・配信されている。なお、旅人は「トラベラー」と読む。作画は羊箱、脚本は宮城陽亮が担当している。なお、第1話がコミックガーデン11月号に出張掲載された。
- 羊箱（作画）・宮城陽亮（脚本）、マッグガーデン〈ブレイドコミックス〉全1巻
  - 2015年3月10日発売、ISBN 978-4-8000-0427-7

### 小説
梅原英司によるテレビアニメのノベライズ作品。2015年2月5日に第1巻、3月26日に第2巻、8月31日に完結第3巻がマッグガーデンから発売された。表紙&挿絵はキャラクター原案tanu描き下ろし。
- 梅原英司（著）・tanu（イラスト）、マッグガーデン　全3巻
  1. 2015年2月5日発売、ISBN 978-4-8000-0407-9
  2. 2015年3月26日発売、ISBN 978-4-8000-0426-0
  3. 2015年8月31日発売、ISBN 978-4-8000-0430-7

## カウントダウンムービー
放送開始より1か月前の2014年12月15日より公式サイト・YouTubeで配信のショートムービー。
- 2014年12月15日 - 12月21日配信 / 放送まであと28日 - 22日
  - 結季奈 その1「月曜日、新作のキャラ設定」
  - 結季奈 その2「火曜日、ネーム」
  - 結季奈 その3「水曜日、ネームの続き」
  - 結季奈 その4「木曜日、…」
  - 結季奈 その5「金曜日、いつものお店」
  - 結季奈 その6「土曜日、いつもの曲で休憩」
  - 結季奈 その7「日曜日、『どうせ俺以外の奴が歴史を作る』という本を読む」
- 12月22日 - 12月28日配信 / 放送まであと21日 - 15日
  - 逢衣 その1「月曜、オヤジが男を語る」
  - 逢衣 その2「火曜、正拳突き」
  - 逢衣 その3「水曜、崖十往復」
  - 逢衣 その4「木曜、食料が尽きた」
  - 逢衣 その5「金曜、山は諦めて、海に出た」
  - 逢衣 その6「土曜、川でようやく食料ゲット」
  - 逢衣 その7「日曜、オヤジから食料の配給」
- 12月29日 - 2015年1月4日配信 / 放送まであと14日 - 8日
  - 千綾 その1「月曜日、雨、上がった」
  - 千綾 その2「火曜日、月が綺麗」
  - 千綾 その3「水曜日、することない」
  - 千綾 その4「木曜日、お部屋に、プレゼント!」
  - 千綾 その5「金曜日、お出掛け!」
  - 千綾 その6「土曜日、またお出掛け!」
  - 千綾 その7「日曜日、おやつの時間にミーさんが来た」
- 1月5日 - 1月11日配信 / 放送まであと7日 - 1日
  - 望未 その1「月曜日、抜き打ちテスト」
  - 望未 その2「火曜日、放課後!」
  - 望未 その3「水曜日、まーちゃんがお泊り!」
  - 望未 その4「木曜日、お買い物」
  - 望未 その5「金曜日、カラオケ!」
  - 望未 その6「土曜日、無人島に一つだけ持っていくものは?」
  - 望未 その7「日曜日、家の手伝い」

## 主なイベント
2015年1月4日に新宿ピカデリーにて第1・2話の先行上映会がメインキャスト4名を迎えて開催された。
2015年2月14日から、まぼろし軒とのコラボレーション企画が実施される。内容は「ローリング☆ガールズ」パスポートを持参し『とんこつみそ牛すじ ネギトッピング』を注文すると、まぼろし軒オリジナルのロリガスタンプを押印してもらえるというものである。
WIT STUDIOがあるあるつくば市で放送10周年を記念したコラボイベントが2025年7月19日（土）～2026年2月28日（土）に開催。つくばジオミュージアムでの特別展や市内各所でのスタンプラリー、限定特典付きのコラボフェアが行われる。ローリング・ガールズ inつくば